# Championnats du monde de ski alpin 1989
Navigation
Crans-Montana 1987 Saalbach 1991
Les championnats du monde de ski alpin 1989 ont eu lieu à Vail, dans le Colorado, aux États-Unis du 29 janvier au 12 février 1989.
Ces championnats du monde sont marqués par l'échec des favoris et consacrent des vainqueurs surprises :
- Alberto Tomba ne ramène aucune médaille de Vail,
- Pirmin Zurbriggen, médaillé d'argent en super-G et de bronze en géant, ne gagne aucun titre mondial,
- Marc Girardelli remporte le combiné et une médaille de bronze en slalom mais échoue en descente, super-G et géant,
- Vreni Schneider subit sa première défaite de la saison en slalom,
- Hans-Jörg Tauscher (descente) et Ulrike Maier (super-G) signent à Vail la première victoire de leur carrière,
- Rudolf Nierlich réalise le doublé géant-slalom.

Tamara McKinney et Marc Girardelli remportent le combiné.
L'américaine Tamara McKinney devance les favorites suisses Vreni Schneider et Brigitte Örtli. Tamara McKinney fait jeu égal avec Vreni Schneider en slalom et l'emporte grâce à une superbe troisième place en descente.
Marc Girardelli, troisième du slalom et deuxième de la descente, conserve facilement son titre mondial du combiné. Paul Accola et Günther Mader complètent le podium alors que Pirmin Zurbriggen manque sa descente (seulement quinzième) et termine quatrième du combiné.
La neige fraîche et froide et le fart des skis jouent un rôle important sur le déroulement des descentes.
Maria Walliser conserve son titre de championne du monde de descente et s'impose avec la marge de 1 s 50 sur ses dauphines, la canadienne Karen Percy et l'allemande Karin Dedler.
Michela Figini termine huitième à plus de 2 secondes de Maria Walliser et Carole Merle est disqualifiée pour avoir anticipé le départ.
Le résultat de la descente Hommes est une énorme sensation avec la victoire d'Hans-Jörg Tauscher, un quasi-inconnu, qui n'avait jamais obtenu un podium en coupe du monde et qui est équipé comme Maria Walliser de skis Völkl.
Hans-Jörg Tauscher devient le premier allemand sacré champion du monde de descente depuis 1939 (victoire d'Helmut Lantschner à Zakopane) et devance 4 skieurs suisses, Peter Müller (sur le podium pour la cinquième fois d'affilée en descente), Karl Alpiger, Daniel Mahrer et William Besse.
Pirmin Zurbriggen, handicapé par une chute à l'entraînement, ne termine que 15e et Marc Girardelli ne se classe que 21e.
En slalom, Mateja Svet crée une nouvelle surprise et inflige à Vreni Schneider sa première défaite de la saison.
Stressée, Vreni Schneider est reléguée à 1 s 43 de Mateja Svet à l'issue de la première manche. Meilleur temps de la deuxième manche, Vreni Schneider obtient la médaille d'argent.
Tamara McKinney, troisième, gagne sa deuxième médaille de ces championnats du monde.
Mateja Svet offre à la Yougoslavie son premier titre en ski alpin.
Les surprises se poursuivent en super-G avec les succès d'Ulrike Maier et Martin Hangl.
Le podium du super-G Femmes est très serré : les 3 premières se tiennent en 4 centièmes. L'autrichienne Ulrike Maier devance sa compatriote Sigrid Wolf et l'allemande Michaela Gerg.
Ulrike Maier, enceinte de 2 mois, obtient la première victoire de sa carrière et devient la première autrichienne à remporter un titre mondial depuis Garmisch 1978.
La favorite Carole Merle, deuxième temps intermédiaire, a manqué une porte.
Dans le super-G Hommes, les suisses signent le doublé : Martin Hangl bat son leader Pirmin Zurbriggen.
Franck Piccard, opéré du genou en janvier, se classe dixième et Marc Girardelli termine treizième.
En géant, Vreni Schneider justifie son statut de favorite et conserve son titre mondial.
La suissesse gagne les 2 manches et devance les Françaises Carole Merle de 1 s 13 et Christelle Guignard de 2 s 43. Christelle Guignard sera déclassée pour un contrôle antidopage positif à la coramine-glucose et la médaille de bronze reviendra à Mateja Svet.
L'autrichien Rudolf Nierlich réalise le doublé géant-slalom.
Rudolf Nierlich survole le géant et bat son compatriote Helmut Mayer de 1 s 62 et Pirmin Zurbriggen de 1 s 72. Marc Girardelli échoue à la quatrième place.
En slalom, Rudolf Nierlich devance les 2 favoris, Armin Bittner et Marc Girardelli. Alberto Tomba abandonne.
L'évènement est également marqué par la mort du prince Alphonse de Bourbon, le 30 janvier 1989. Ce dernier, alors qu'il teste une piste de ski pour le championnat, heurte à pleine vitesse un câble tiré en travers de la piste ; celui-ci le blesse mortellement au cou. Les célébrations du jour sont alors annulées par les responsables, qui ordonnent également de mettre les drapeaux en berne et organisent une cérémonie en son honneur.

## Palmarès

### Hommes
| Épreuves | Or                 | Argent            | Bronze            |
| -------- | ------------------ | ----------------- | ----------------- |
| Descente | Hans-Jörg Tauscher | Peter Müller      | Karl Alpiger      |
| Super-G  | Martin Hangl       | Pirmin Zurbriggen | Tomaž Čižman      |
| Géant    | Rudolf Nierlich    | Helmut Mayer      | Pirmin Zurbriggen |
| Slalom   | Rudolf Nierlich    | Armin Bittner     | Marc Girardelli   |
| Combiné  | Marc Girardelli    | Paul Accola       | Günther Mader     |

### Femmes
| Épreuves | Or              | Argent          | Bronze          |
| -------- | --------------- | --------------- | --------------- |
| Descente | Maria Walliser  | Karen Percy     | Karin Dedler    |
| Super-G  | Ulrike Maier    | Sigrid Wolf     | Michaela Gerg   |
| Géant    | Vreni Schneider | Carole Merle    | Mateja Svet     |
| Slalom   | Mateja Svet     | Vreni Schneider | Tamara McKinney |
| Combiné  | Tamara McKinney | Vreni Schneider | Brigitte Örtli  |

## Tableau des médailles
| Rang | Nations               | Or | Argent | Bronze | Total |
| 1    | Suisse                | 3  | 5      | 3      | 11    |
| 2    | Autriche              | 3  | 2      | 1      | 6     |
| 3    | RFA                   | 1  | 1      | 2      | 4     |
| 4    | Yougoslavie           | 1  | 0      | 2      | 3     |
| 5    | Luxembourg États-Unis | 1  | 0      | 1      | 2     |
| 5    | Canada France         | 0  | 1      | 0      | 1     |